# Plukovník
Plukovník je vojenská hodnost, využívaná v ozbrojených silách a bezpečnostních sborech, má zkratku plk. V Armádě České republiky jde o pátou nejvyšší důstojnickou hodnost, u českých bezpečnostních sborů jde o čtvrtou. Hodnost plukovník je vyšší než podplukovník a nižší než brigádní generál. Armádní označení jsou tři zlaté pěticípé hvězdy s postranní tzv. kolejničkou (jeden proužek zlaté barvy), u bezpečnostních sborů se označení liší.
Plukovník zpravidla velí brigádě či pluku, někdy také praporu.
Hodnost se vyskytovala i v Československých bezpečnostních sborech. V Čs. četnictvu to byla druhá nejvyšší hodnost (vyšší byla Generál četnictva, nižší Podplukovník). Ve Sboru uniformované stráže bezpečnosti to byla od roku 1938 nejvyšší hodnost.
| Armáda České republiky | Vzdušné síly AČR |
| ---------------------- | ---------------- |
|                        |                  |
| Od 1993                |                  |

| Policie ČSFR             | Policie České republiky | Policie České republiky   |
| ------------------------ | ----------------------- | ------------------------- |
| Plukovník – ČSFR Policie | Plukovník PČR 1993–2015 | Plukovník PČR – 2015– ... |
| 1990–1992                | 1993–2015               | Od 2015                   |

| Hradní stráž ČR | Vězeňská služba ČR | Hasičský záchranný sbor ČR |
| --------------- | ------------------ | -------------------------- |
|                 |                    |                            |

| Hradní stráž ČSSR | Státní bezpečnost ČSSR | Pohraniční stráž ČSSR | Vězeňská služba ČSSR |
| ----------------- | ---------------------- | --------------------- | -------------------- |
|                   |                        |                       |                      |
| 1979–1990         | 1979–1990              | 1979–1990             | 1980–1990            |

| Hradní stráž ČSSR                         | Státní bezpečnost ČSSR                  | Pohraniční stráž ČSSR                    | Armáda ČSSR                  | Vězeňská služba ČSSR                    |
| ----------------------------------------- | --------------------------------------- | ---------------------------------------- | ---------------------------- | --------------------------------------- |
| Hodnostní označení plukovníka Armády ČSSR | Plukovník Státní Bezpečnost – 1961–1979 | Plukovník – pohraniční stráž (1960–1979) | Plukovník armáda ČSSR – 1960 | Plukovník – Vězeňská služba – 1974–1992 |
| 1961–1979                                 | 1961–1979                               | 1961–1979                                | 1961–1992                    | 1961–1980                               |

| Hradní stráž ČSSR | Státní bezpečnost ČSSR | Pohraniční stráž ČSSR |
| ----------------- | ---------------------- | --------------------- |
|                   |                        |                       |
| 1953–1961         | 1953–1961              | 1953–1961             |

| ARMÁDA Československé republiky    | ARMÁDA Československé republiky | ARMÁDA Československé republiky    | ARMÁDA Československé republiky    | ARMÁDA Československé republiky | ARMÁDA Československé republiky    |
| ---------------------------------- | ------------------------------- | ---------------------------------- | ---------------------------------- | --- | ---------------------------------- |
| Plukovník – Čs. Armáda – 1918–1919 | Plukovník – Čs. Armáda – 1919   | Plukovník – Armáda ČSR – 1919–1920 | Plukovník – Čs. Armáda - 1921–1924 | Plukovník – Čs. Armáda – 1925–1929 (Ceremoniální uniforma), [hodnostní označení na každodenní uniformě zůstává stejné jako u 1921–1924] | Plukovník – Čs. Armáda – 1930–1939 |
| 1918–1919                          | 1919                            | 1919–1920                          | 1921–1929                          | + 1925–1929 (ceremonial uniform) | 1930–1939                          |

| ČETNICTVO Československé republiky | ČETNICTVO Československé republiky    | ČETNICTVO Československé republiky    | ČETNICTVO Československé republiky    | ČETNICTVO Československé republiky                        | ČETNICTVO Československé republiky    |
| ---------------------------------- | ------------------------------------- | ------------------------------------- | ------------------------------------- | --------------------------------------------------------- | ------------------------------------- |
| Plukovník – Čs. Četnictvo – 1918   | Plukovník – Čs. Četnictvo – 1918–1919 | Plukovník – Čs. Četnictvo – 1919–1920 | Plukovník – Čs. Četnictvo – 1921–1930 | Plukovník – Čs. Četnictvo – 1925–1930 (ceremoniální oděv) | Plukovník – Čs. Četnictvo – 1930–1939 |
| 1918                               | 1918–1919                             | 1919–1921                             | 1921–1930                             | + 1925–1930 (ceremonial uniform)                          | 1930–1939                             |

| Sbor uniformované stráže bezpečnosti ČSR        |
| ----------------------------------------------- |
| Plukovník Sboru uniformované stráže bezpečnosti |
| 1938–1939                                       |

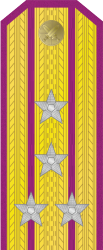
Plukovník – Vězeňská služba – 1951–1960
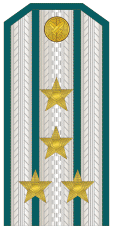
Plukovník – Pohraniční stráž – 1951–1960
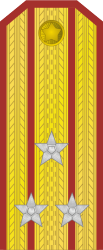
Plukovník – Sbor národní bezpečnosti – 1953–1959
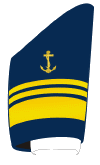
Plukovník – Dunajská pohraniční stráž
Plukovník – Armáda Slovenské republiky
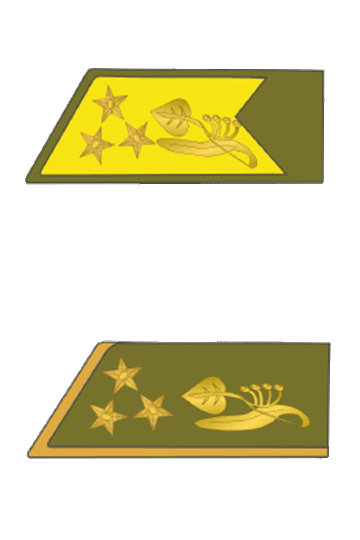
Plukovník – Vládní Vojsko ČSR – 1939–1945
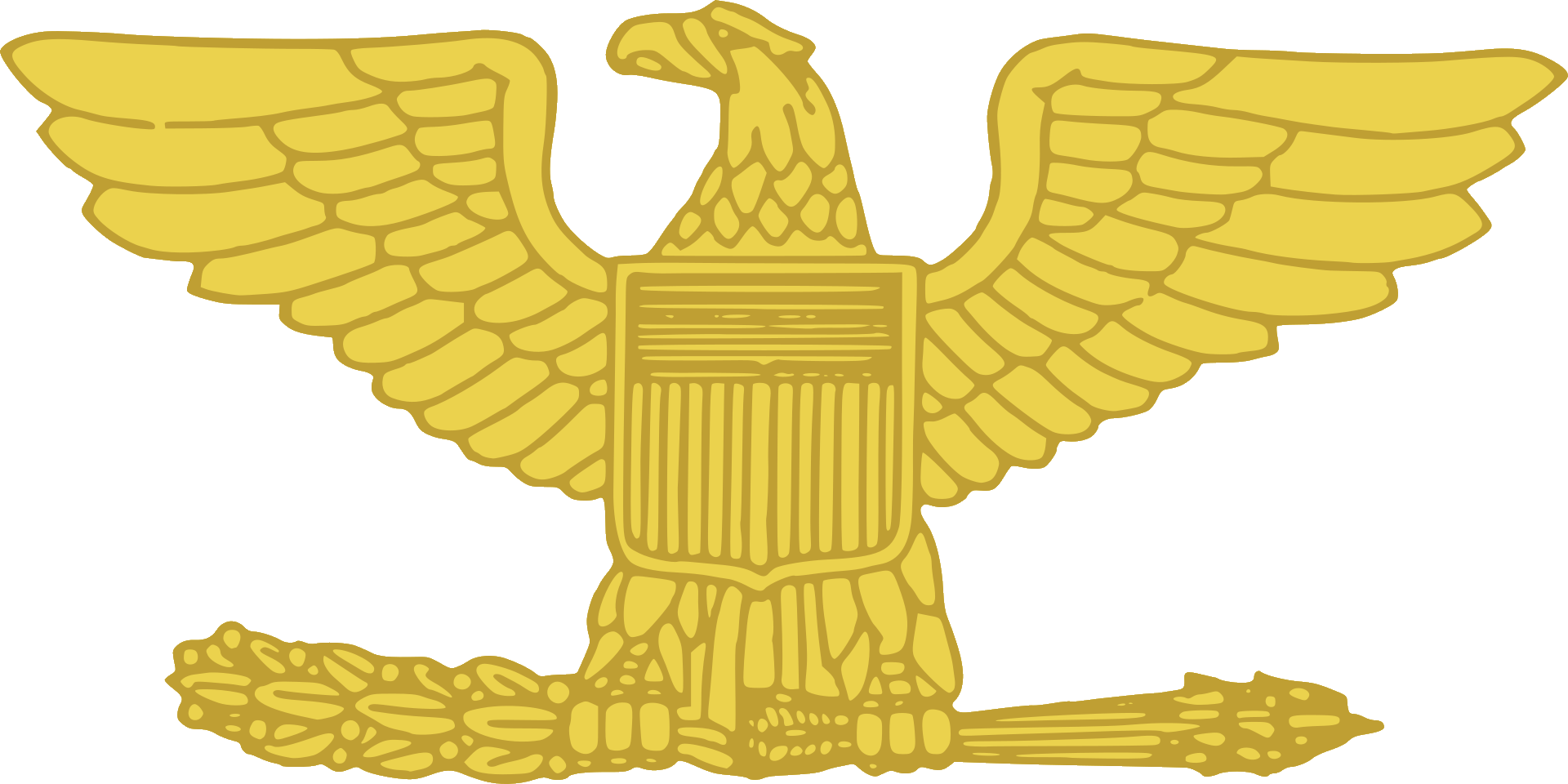
Plukovník – Colonel – US. Army
Plukovník – Colonel – British Royal Marines